# Ray Stevenson
Ray Stevenson (25. května 1964 Lisburn – 21. května 2023 Lacco Ameno) byl irský herec.
Stevenson se narodil v Severním Irsku, ale v osmi letech se s rodinou přestěhoval do Anglie. Rozhodnutí stát se hercem zapříčinilo spatření Johna Malkoviche při hře v divadle v londýnském West Endu. Studoval herectví na divadelní škole Bristol Old Vic a jedna z jeho prvních televizních rolí byla v dramatu The Dwelling Place.
Roku 2023 náhle zemřel, podle BBC byl před tím hospitalizován během natáčení na italském ostrově Ischia, kde pracoval na akčním filmu Cassino in Ischia.

## Filmografie (výběr)

### Film
- Teorie létání
- Král Artuš
- Bunkr smrti
- Kat: Válečná zóna
- Sejmout zabijáka
- Thor
- Thor: Temný svět
- Tři mušketýři (2011)
- G. I. Joe: Odveta
- Sejmi prezidenta
- Divergence
- Rezistence
- Aliance
- RRR (2022)
- Kniha přežití

### Seriály
- Reef Break
- Ahsoka
- Řím
- Pod černou vlajkou
- Vikingové
- Dexter